# Jocurile foamei (roman)
The Hunger Games este un roman științifico-fantastic postapocaliptic distopic din 2008 de Suzanne Collins. Este primul roman din trilogia Jocurile foamei, fiind urmată de romanele Sfidarea (Catching Fire, 2009) și Revolta (Mockingjay, 2010).
Cartea o are ca naratoare și protagonistă pe Katniss Everdeen, o tânără de 16 ani, care trăiește în Panem, națiunea post-apocaliptică, cunoscută odată ca și America de Nord, după ce dezastrele naturale au schimbat fața continentului. Capitoliul, o metropolă foarte avansată, aflată undeva în Munții Stâncoși, își exersează controlul politic asupra întregii națiuni, în urma războiului dintre Capitoliu și districtele aflate în Est, cunoscută ca  Zilele Negre, care au dus la dezastrul nuclear din districtul 13.   Jocurile foamei sunt menite să aducă aminte de aceste zile negre, dar și de puterea nemărginită a Capitoliului asupra celor 12 districte.
Jocurile sunt niște evenimente anuale, în care câte un băiat și o fată, cu vârstele cuprinse între 12 și 18 ani, din toate cele douăsprezece districte ce înconjoară Capitoliul, sunt aleși printr-o ''extragere'' să concureze într-o televizată luptă pe viață și pe moarte.
Cartea a primit multe aprecieri din partea criticilor și a altor autori importanți.

## Legături externe
- en  Istoria publicării lucrării Jocurile foamei la Internet Speculative Fiction Database

## Vezi și
- 2008 în științifico-fantastic